# مارتن بيرش
مارتن بيرش (بالإنجليزية: Martin Birch)‏ هو ملحن ومنتج أسطوانات ومهندس ومهندس الصوت بريطاني، ولد في 23 يناير 1948 في المملكة المتحدة.

## وصلات خارجية
- مارتن بيرش على موقع IMDb (الإنجليزية)
- مارتن بيرش على موقع ميوزك برينز (الإنجليزية)
- مارتن بيرش على موقع ديسكوغز (الإنجليزية)
- مارتن بيرش على موقع قاعدة بيانات الفيلم (الإنجليزية)